# Gare de Béthune
Gare de Béthune vasútállomás Franciaországban, Béthune településen.

## Vasútvonalak
Az állomást az alábbi vasútvonalak érintik:
- Arras–Dunkirk-vasútvonal
- Fives-Abbeville-vasútvonal

## Kapcsolódó állomások
A vasútállomáshoz az alábbi állomások vannak a legközelebb:
- Gare de Vis-à-Marles
- Gare de Fouquereuil
- Gare de Beuvry
- Gare de Nœux-les-Mines